# Sarcaulus oblatus
Sarcaulus oblatus är en tvåhjärtbladig växtart som beskrevs av Terence Dale Pennington. Sarcaulus oblatus ingår i släktet Sarcaulus och familjen Sapotaceae. IUCN kategoriserar arten globalt som sårbar.
Artens utbredningsområde är Ecuador. Inga underarter finns listade i Catalogue of Life.